# Медем, Александр Иванович
Граф Александр Иванович Медем (5 марта 1803, Митава — 24 августа 1859, Шанхай) — российский дипломат, тайный советник.

## Биография

### Образование
В 1822—1828 годах — учёба в Гёттингенском университете.

### Дипломатическая служба
Генеральный консул в Египте (1838—1841), чрезвычайный и полномочный министр в Персии (1841—1845), посланник в Бразилии (1848—1854) и в США (1854—1855; не прибыл к месту службы из-за Крымской войны).

## Награды
Российской империи:
- Орден Святой Анны 3-й степени[1]
- Орден Святого Владимира 4-й степени[1]
- Орден Святой Анны 2-й степени (31 декабря 1840)[2][3]
- Орден Святого Владимира 3-й степени (1846)[2]
- Знак отличия за XX лет беспорочной службы (1850)[2]
- Орден Святого Станислава 1-й степени (7 апреля 1851)[4]

Иностранных государств:
- Орден Святого Иоанна Иерусалимского (1839, бальяж Бранденбург)[2]
- Орден Славы (1840, Османская империя)[2]
- Орден Льва и Солнца 1-й степени (1842, Персия)[2]
- Портрет персидского шаха (1844, Персия)[2]

## Семья
Происходил из баронского рода, известного в Брауншвейге с XIII века. Сын графа, камергера Ивана Карловича Медема, младший брат дипломата Павла Ивановича Медема.